# Brephostoma carpenteri
Brephostoma carpenteri är en fiskart som beskrevs av Alcock, 1889. Brephostoma carpenteri ingår i släktet Brephostoma och familjen Epigonidae. Inga underarter finns listade.